# Ascocephalophora petasiformis
Ascocephalophora petasiformis är en svampart som beskrevs av K. Matsush. & Matsush. 1995. Ascocephalophora petasiformis ingår i släktet Ascocephalophora och familjen Endomycetaceae.   Inga underarter finns listade i Catalogue of Life.